# اشتفان لمان
اشتفان لمان (آلمانی: Stephan Lehmann؛ زادهٔ ۱۵ اوت ۱۹۶۳) بازیکن سابق و مربی فوتبال اهل سوئیس است.
از باشگاه‌هایی که در آن بازی کرده‌است می‌توان به باشگاه فوتبال لوتسرن، باشگاه فوتبال فرایبورگ، و باشگاه فوتبال سیون اشاره کرد.
وی همچنین در تیم‌های ملی فوتبال زیر ۲۱ سال سوئیس و سوئیس بازی کرده‌است.